# Christian Christiansen (tonsättare)
Christian Aagaard Christiansen, född 20 december 1884 i Hillerød, död 19 februari 1955 i Köpenhamn, var en dansk pianist och musikpedagog. 
Christiansen studerade vid Det Kongelige Danske Musikkonservatorium 1902–1904 (piano och violin). Han komponerade kantaten vid invigningen av konservatoriets nya byggnad (1905) och anställdes året därpå som pianolärare där. Han bedrev studier i Berlin 1905 och 1907 samt blev operarepetitör vid Det Kongelige Teater 1911. Han framträdde vid olika konserter i Köpenhamn och vid konsertresor i utlandet med Tilly Koenen och Vilhelm Herold. Av hans kompositioner märks pianosonat (cis-moll), ett häfte sånger (opus 1) samt piano- och violinsonat (opus 2).